# Арнольд, Александр
Александр Арнольд (англ. Alexander Arnold ; род. 21 декабря 1992 года) — британский актёр, известный по роли Ричарда Хардбека в молодёжном сериале «Молокососы». Вокалист и бас-гитарист группы Circuit House.

## Биография
Получил образование в школе The Norton Knatchbull School в Эшфурде. В старших классах школы прошёл кастинг в Лондоне и получил роль в «Молокососах». После школы играл в Эшфурдском молодёжном театре и в течение двух лет в Национальном молодёжном театре.
В сентябре 2011 года вместе с Сэмом Палладио снялся в клипе Death Cloud группы Cloud Control. 
В апреле 2011 года Алекс пожертвовал свои картины для Bristol Autism Project (благотворительный проект, оказывающий помощь детям, больным аутизмом).
В период с мая по июнь 2012 года снимался в короткометражном сериале «A Mother’s Son». 

### Семья
В браке с Эйр Арнэ (с 2021 года).

## Фильмография
| Год       |     | Русское название          | Оригинальное название            | Роль           |
| --------- | --- | ------------------------- | -------------------------------- | -------------- |
| 2011—2012 | с   | Молокососы                | Skins                            | Ричард Хардбек |
| 2012      | с   | Сын                       | A Mother's Son                   | Джейми         |
| 2012      | кор |                           | Moths                            | Ноубл          |
| 2013      | кор |                           | Mickey & Michaela Bury Their Dad | Майки          |
| 2013      | с   | Во плоти                  | In the Flesh                     | Алекс          |
| 2013      | с   | Вера                      | Vera                             | Сэм Бишоп      |
| 2013      | с   | Что останется после тебя? | What Remains                     | Адам Мосс      |
| 2014      | ф   | Спасение                  | The Salvation                    | Войчек         |
| 2014      | с   | Шёлк                      | Silk                             | Дэвид          |
| 2014      | кор |                           | Nighthawks                       | Джек           |
| 2015      | с   | Полдарк                   | Poldark                          | Джим Картер    |
| 2015      | кор |                           | The Removal                      | Мик            |